# Quercus carmenensis
Quercus carmenensis és un tipus de roure que pertany a la família de les fagàcies. Està dins de la secció dels roures blancs del gènere Quercus.

## Descripció
És un arbust o arbre arbustiu caducifoli, amb molts rizomes i pot arribar als 0,5-2 m d'alçada, i que a vegades pot arribar als 12 m d'alçada i amb un tronc de 0,75 m de diàmetre. L'escorça és de color gris clar, estriat. Les branques sovint vermelles, de forma remota pubescent, d'1-1,5 mm de diàmetre, convertint-se en gris i glabre. Les gemmes són de color marró pàl·lid, globosos, pubescents, 1-1,5 mm de llarg. Les fulles són simples i estan disposades una enfront d'una altra, obovades de 3-5 x 1,3 cm, base cuneada, àpex agut, amb marges dentats de 1/2, 9-12 parells de venes laterals. Són de color verd fosc a la part superior i verd pàl·lid a la part inferior i densament pubescent, pecíols prims, vermells, de 0,5-1 cm de llarg. Les flors estan disposades en espigues.
Els fruits de color marró, són les glans solitàries o en parelles, subsèssils, tassa amb lleugeres escates de color cafè.

## Distribució
Quercus carmenensis és natiu a Texas, a la Serra de Chisos i a Mèxic, a Coahuila a la Sierra del Carmen; 2200-2500 m.

## Cultiu
Prefereix un lloc assolellat a mig ombrejat i pot suportar temperatures de fins a -17,7 °C. Creix millor en sòls sorrencs o còdols, sòls argilosos, sòls argilosos sorrencs que són moderadament humits a humits.

## Taxonomia
Quercus carmenensis  va ser descrita per Cornelius Herman Muller i publicat a American Midland Naturalist 18(5): 847. 1937.
Etimologia
Quercus: nom genèric del llatí que designava igualment al roure i a l'alzina.
carmenensis: epítet geogràfic que al·ludeix a la seva localització a la Sierra del Carmen de Mèxic.